# Pierre Shao Zhumin
Pierre Shao Zhumin (邵祝敏), né en 1965, est un prélat catholique chinois. Membre de la branche dite « clandestine » de l'Église de Chine, il est évêque de Wenzhou depuis septembre 2016. Fidèle au Saint-Siège, il doit faire face à l'opposition et aux pressions des autorités communistes. Déporté à 2 500 km de son diocèse, il est régulièrement emprisonné et soumis à des lavages de cerveau.

## Biographie
Le 4 octobre 2009, à la mort de Mgr Jacques Lin Xili — évêque « clandestin » du diocèse de Wenzhou —, le pape Benoît XVI décide de nommer comme ordinaire de Wenzhou le père Vincent Zhu Weifang, membre du clergé « officiel », avec comme coadjuteur le père Pierre Shao Zhumin, membre du clergé « clandestin ». L'objectif étant de favoriser l'unité entre les deux communautés « clandestine » et « officielle ». Le père Zhu était alors âgé de 81 ans et le père Shao de 44 ans. 
Mais lorsque Mgr Zhu tombe malade, les autorités chinoises refusent que Mgr Shao Zhumin prenne le diocèse en main. C'est alors le père Ma Xianshi qui en est nommé administrateur. Le 19 mars 2012, Mgr Shao Zhumin est arrêté avec son chancelier et se voit contraint d'assister à des « sessions d'études » pendant une semaine. À la mort de Mgr Zhu le 7 septembre 2016, la Chine refuse à nouveau l'entrée en fonction de Mgr Shao Zhumin malgré la reconnaissance officielle du Vatican. 
Le 23 août, il est emprisonné puis déporté dans une région du nord-ouest de la Chine, pour l’empêcher de succéder à Mgr Zhu et d'assister à ses obsèques. Le chancelier du diocèse est quant à lui déporté dans une province du sud-ouest tandis qu'un troisième prêtre est lui-aussi arrêté. En avril 2017, le diocèse est toujours sans nouvelle de son évêque. Celui-ci est de nouveau arrêté le 12 avril par la police, quelques jours après Mgr Vincent Guo Xijin. L'objectif des autorités communistes serait de les empêcher de présider les célébrations de la Semaine sainte, tout en faisant pression sur eux pour qu'ils s'alignent sur la politique religieuse du gouvernement. Relâché après Pâques, il est de nouveau arrêté et placé en détention le 18 mai.
Alors même que les autorités chinoises et le Vatican concluent un accord en 2018 sur la reconnaissance de 9 évêques catholiques en Chine, Pierre Shao Zhumin n'est pas reconnu par les chinois. Il est arrêté une fois de plus le 2 janvier 2024 et placé en résidence surveillée.